# Imrich Andrejčák
Imrich Andrejčák (12. července 1941 Haniska – 5. září 2018 Trenčín) byl československý generál, ministr obrany ČSFR a od března 1993 do března 1994 ministr obrany Slovenska.

## Život
Narodil se v obci Haniska u Košic.
V letech 1955–1958 absolvoval Vojenskou školu Jana Žižky z Trocnova v Bratislavě. Následně pokračoval v studiu vojenských věd na Vojenském učilišti ve Vyškově na Moravě, které ukončil roku 1961, stal se vojákem z povolání a byl povýšen do hodnosti poručíka.
Do roku 1968 vykonával základní velitelské funkce: velitel čety, velitel roty. V roce 1971 ukončil studium na Vojenské akademii v Brně. Následně velel 14. průzkumnému praporu v Prešově, později 55. motostřeleckému pluku v Trebišově. Byl jmenovaný do funkce zástupce velitele 14. tankové divize v Prešově. V letech 1976 až 1978 absolvoval doplňující studium na Vojenské akademii Generálního štábu ozbrojených sil SSSR v Moskvě. Po skončení studia velel 14. tankové divizi v Prešově. Do první generálské hodnosti (tehdy generálmajor) byl jmenován roku 1982. Dále byl náčelníkem štábu 1. armády, později velitelem 1. armády (1983–1987) v Příbrami. Pokračoval ve vojenské kariéře jako náčelník štábu Východního vojenského okruhu v Trenčíně a 11. září 1989 se stal velitelem Východního vojenského okruhu v Trenčíně (do roku 1990). Od roku 1990 pracoval ve funkci náměstka ministra obrany ČSFR. V roce 1992 se stal ministrem obrany ČSFR. Po vzniku Slovenské republiky se stal poradcem předsedy vlády Slovenské republiky. 16. března 1993 byl jmenován ministrem obrany Slovenské republiky. Z této funkce byl odvolán v březnu 1994. Po odchodu z ministerské funkce působil jako poslanec v Národní radě Slovenské republiky za HZDS.
Byl ženatý, měl dvě děti.

## Ocenění
V roce 1998 mu prezident Michal Kováč propůjčil státní vyznamenání Řád Ľudovíta Štúra I. třídy.